# 제2군 (독일 국방군)

2 군(독일어: 2. Armee Oberkommando)은 제2차 세계 대전 기간 동안 활동한 독일 국방군의 야전군이다. 1939년 10월 20일 창설했으며, 1945년 5월 9일 항복하면서 해체되었다.

## 같이 보기
- 제2군 (독일 제국)
- 청색 작전